# Arbetarrörelsens förhandlingsorganisation
Arbetarrörelsens förhandlingsorganisation, AFO, är en förhandlingsorganisation som är motpart till arbetstagarorganisationer inom arbetarrörelsen i Sverige, det vill säga de anställda inom Landsorganisationen i Sverige (LO), LOs medlemsförbund och dess arbetslöshetskassor. Det så kallade AFO-avtalet mellan AFO och Handelsanställdas förbund är ett kollektivavtal som omfattar kontorsanställda och tjänstemän inom LOs medlemsförbund.